# Background Intelligent Transfer Service
Der Background Intelligent Transfer Service (engl. für Intelligenter Hintergrundübertragungsdienst, kurz BITS) ist eine Softwarekomponente in neueren Versionen von Microsoft Windows zur Übertragung von Daten über HTTP im Hintergrund. Für den Transfer von Daten zieht BITS ungenutzte Netzwerkressourcen heran, so dass der Durchsatz anderer Netzwerkaktivitäten nicht nachteilig beeinflusst wird. Der Dienst wird hauptsächlich von Windows Update, Microsoft Update, Windows Server Update Services und Systems Management Server zum Verteilen von Software-Updates genutzt. Weiterhin findet er beispielsweise im Antivirenprogramm Microsoft Security Essentials zum Laden von Signaturdateien Verwendung. BITS kann über eine COM-Schnittstelle angesprochen werden, was den Zugriff über viele Programmiersprachen ermöglicht.